# Leucandra valida
Leucandra valida är en svampdjursart som beskrevs av Lawrence Morris Lambe 1900. Leucandra valida ingår i släktet Leucandra och familjen Grantiidae.
Artens utbredningsområde är havet utanför Grönland. Inga underarter finns listade i Catalogue of Life.